# Scontro di Knightsbridge (10 giugno 1942)
Lo scontro di Knightsbridge fu un episodio della battaglia di Gazala, avvenuto il 10 giugno 1942. In tale episodio le forze britanniche, che muovevano verso sud per intercettare l'Afrikakorps, furono bloccate e respinte dalla Divisione Ariete a sud dell'incrocio fra la pista per Bir Hacheim e il Trigh Capuzzo.

## La situazione della battaglia di Gazala
l 10 giugno 1942, con la caduta di Bir Hacheim (arabo Biʾr Ḥakīm, "Pozzo di Ḥakīm" o "Pozzo del saggio"), iniziava la fase finale della battaglia di Gazala, con l'apertura delle comunicazioni dell'Asse a sud della linea difesa dalle forze del Commonwealth. Immediatamente Rommel fece spostare la 15° Panzer verso nord, mentre l'Ariete si attestava di fronte all'incrocio fra le carovaniere Trigh Capuzzo e Trigh Bir Hacheim, incrocio che era presidiato da forze britanniche ed era indicato come "Knightsbridge". Contemporaneamente i generali britannici decidevano di impegnare la forze corazzate dell'Asse, cercando di prenderle sul fianco nel loro spostamento verso nord. Gli spostamenti delle forze corazzate britanniche le portarono a contrastare direttamente l'Ariete, che era attestata a difesa. Da questi movimenti seguì uno scontro fra le forze britanniche (fornite di carri Stuart e Grant) contro le forze italiane (fornite di M 13/40).

## Le forze contrapposte

### Britannici
Le forze britanniche nell'area comprendevano
- Guarnigione di Knightsbridge
  - 3 compagnie dei Coldstream Guards
  - 1 compagnia delle Guardie scozzesi
  - 16 pezzi 25 lb
  - 32 pezzi 6 lb anticarro
  - 4 pezzi 3,7 in contraerei in funzione anticarro[3]
- 2nd Armoured Brigade (maggior generale Raimond Briggs)
  - 2nd Armoured Brigade Headquarters
  - 2nd Dragoon Guards (Queen Bays) su quattro squadroni di carri, per un totale di 7 Stuart, 17 Grant e 25 Mk VI Crusader
  - 9th Lancers (non operativo)
  - 10th Hussars (non operativo)
  - 1st bataillon The Rifle Brigade
  - 11th RHA (Royal Horse Artillery)
  - Unità varie controcarri e contraerei
- 4th Armoured Brigade (Brig. Gen. A.H. Gatehouse) con un totale di 44 carri Stuart e 60 carri Grant
  - 4th Armoured Brigade Haedquarters
  - 3rd RTR (Royal Tank Regiment)
  - 5th RTR
  - 1st bataillon KRRC (King's Royal Rifle Corps)
  - 1st RHA
  - ZZ AT (Antitank) battery
  - 1st Troop 4th Field Squadron RE (recon)
  - 1st Armoured Brgade (ma sotto il controllo operativo della 4th Armoured Brigade) 1st RTR, 6th RTR e uno squadron di Stuart del 3rd RTR, distaccato al 6th RTR
- 67th Medium Regiment (artiglieria), orientato a favore della 4th Armoured Brigade, su 16 obici da 4,5 in

### Italiani
Le forze italiane erano inquadrate nella 132ª Divisione corazzata "Ariete", comandata dal generale Giuseppe De Stefanis
- 132º reggimento fanteria carrista (ten. col. Maretti)
  - VIII, IX, X battaglione carri in totale 56 M13/40 o M14/41
- 8º reggimento bersaglieri (col. Gherardini)
  - V e XII battaglione bersaglieri
- 132º reggimento artiglieria per divisione corazzata (magg. Pasqualini)
  - .I e II gruppo 75/27 mod 06
  - III gruppo 105/28
  - IV gruppo autocannoni 90/53
  - V gruppo 88/55 (2 batterie, 6 pezzi disponibili)
  - V gruppo semoventi 75/18
  - VI gruppo semoventi 75/18
- Gruppo 100/17 del 1º reggimento Articelere (non è confermata la presenza)[4]

Non è indicata la disponibilità di semoventi 75/18.

## I preparativi (9 giugno)

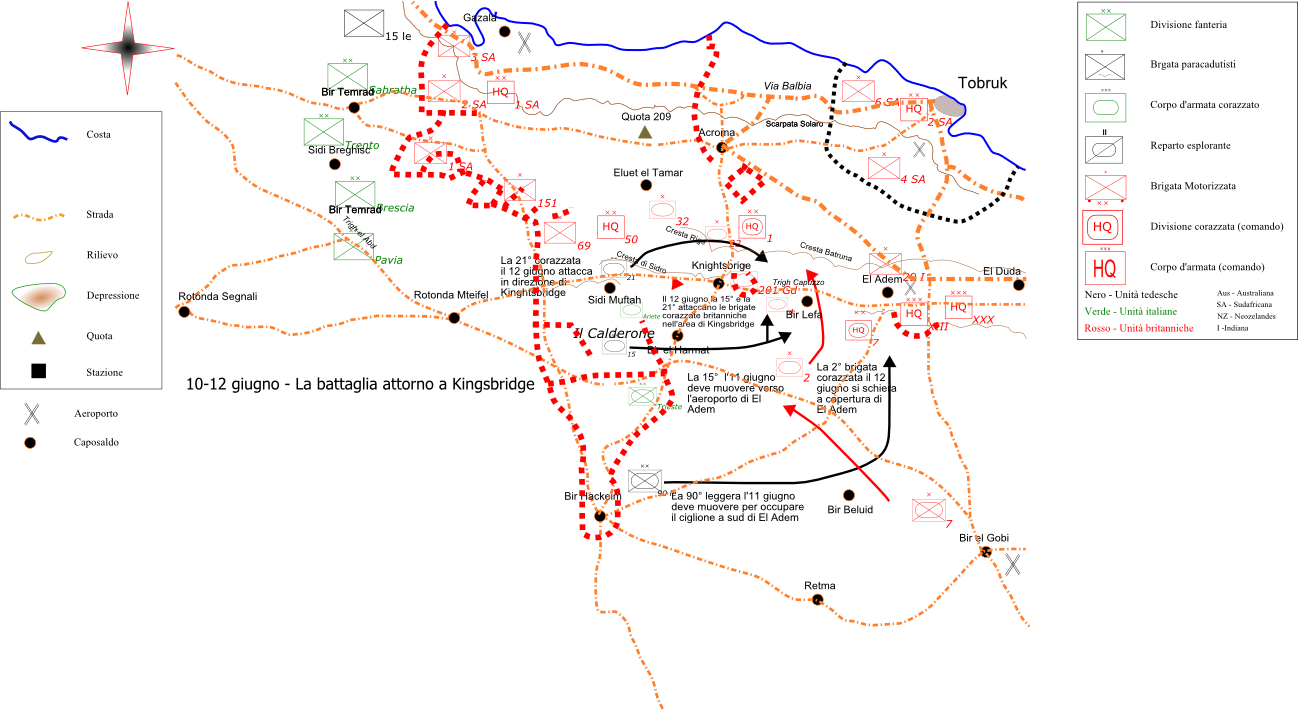
La situazione della battaglia fra il 10 ed il 12 giugno 1942

Il giorno 9 giugno la 4th Armoured Brigade mosse in avanti il 6 RTR, in modo che questo potesse individuare le posizioni per tenere sotto controllo il Trigh Bir Hacheim, il regiment tenne la posizione per tutta la giornata, ingaggiando obiettivi con l'appoggio di una batteria della RHA. Al calare della sera si spostò in un'area di bivacco circa 10 km a sudest di Knightsbridge. Il 1 RTR rimase tutta la giornata nella sua area di bivacco (circa 2 km a sud di quella del 6 RTR), pronto ad un eventuale intervento in appoggio all'altro regiment.

## Il combattimento
Gli ordini per la 4th Armoured Brigade erano di occupare la quota 176, a ovest del Trigh Bir Hacheim, attaccando quindi l'Ariete e costringendola a ritirarsi. La 2nd Armoured Brigade avrebbe dovuto effettuare un'azione dimostrativa in appoggio alla 4th Armoured Brigade
L'Ariete, dal canto suo, aveva l'ordine di tenere la posizione in atteggiamento puramente difensivo. Nella giornata del 9 giugno un pezzo da 88/55 venne spostato in avanti, fino a trovarsi in linea con lo schieramento dei bersaglieri. Il vicecomandante della batteria di cui faceva parte il pezzo fu incaricato di operare come osservatore avanzato per il cannone, operando da un carro M13.

### L'attacco da nord
Alle 5.45 del 10 giugno lo Squadron C, dotato di carri M3 Grant, dei Queen's Bays lasciava il bivacco fra la Cresta Rigel a nord e Trigh Capuzzo a sud, dirigendo verso le posizioni dell'Ariete. Lo Squadron C dei Queen's Bays alle 7 venne a contatto con le unità carriste dell'Ariete, che sostennero l'urto e verso le 8 costrinsero i britannici a ritirarsi.

### L'attacco da sud
All 6.00 il 6 RTR inviò due pattuglie verso ovest per controllare la situazione nelle posizioni dove si era attestato il regiment nella giornata precedente, mentre iniziava il duello di artigliere fra italiani e britannici. Alle 7.45 il 6 RTR muoveva dalla posizione di bivacco, seguito alle 8.00 dal 1 RTR, entrambi diretti verso la linea di partenza per l'attacco, posta a circa 3 km da Trigh Bir Hacheim, con orientamento nord sud, la forza complessiva dei due regiment era di circa 70 carri, sia M3 Stuart sia M3 Grant-
Sulla linea di partenza il 6 RTR era posizionato a destra, con Squadron C a sinistra, Squadron B a destra e Squadron A pronto a intervenire su entrambi i fianchi. Invece il 1 RTR si era schierato alla sinistra con lo Squadron A in testa (destinato a coprire il fianco sinistro del regiment), seguito dallo Squadron C, dal comando, dallo Squadron B e da una batteria del 1 RHA. Alle 8.40 i corazzati britannici del 6 RTR, preceduti da una preparazione di artiglieria di due ore e coperti da nebbiogeni, investivano la 2ª compagnia/VIII battaglione del 132º Reggimento fanteria carrista. La formazione vedeva al centro i Grant e gli Stuart alle ali, ma gli M13 ed i semoventi riuscirono a impedire l'avvolgimento, ed anzi costrinsero i britannici a sfilare lungo il fronte, offrendo il fianco, meno protetto della fronte, dei carri al tiro italiano. Alle 9, trovandosi sotto il tiro dei pezzi controcarro, oltre che dei carri lo Squadron C del 6 RTR serrò sotto i carri italiani, riuscendo a colpire un veicolo italiano. La pressione sui carri italiani riuscì a spingerli fino circa 200 m dalla linea delle difese anticarro, che si trovarono quindi in difficoltà ad acquisire nel mirino dei pezzi i carri nemici, mascherati dai vicinissimi carri italiani. Tuttavia il pezzo da 88/55, dopo aver aggiustato il tiro, alle 9.40 distrusse due carri britannici e ne immobilizzò un terzo, quindi lo Squadron C iniziò la ritirata, seguito dopo dieci minuti dal resto del 6 RTR mentre il pezzo anticarro era contrastato dal tiro di controbatteria della RHA.
Gli Stuart dello Squadron A del 1 RTR, mossi in anticipo rispetto al resto del reparto, e diretti a un punto a sud dello schieramento italiano, furono contrastati inefficacemente da quattro PzKpfw III posti circa due chilometri. Tuttavia, quando gli Stuart giunsero a contatto con lo schieramento dell'Ariete furono investiti dal tiro dei carri e dei pezzi controcarro, che distrusse due carri e ne colpì altri cinque, a questo punto lo Squadron A ruppe il contatto e si portò ulteriormente a sud per coprire il fianco del resto del reparto. Lo Squadron C avanzò verso lo schieramento italiano, ma avendo perso l'allineamento, solo cinque Grant giunsero a contatto col nemico, venendo tutti immobilizzati o distrutti. Lo Squadron B superò sulla destra lo Squadron C, venendo impegnato e perdendo quattro carri, mentre gli altri si ritiravano per assumere una posizione a "scafo sotto".
Contro il 1 RTR entrarono in azione le artiglierie tedesche della 15. e della 21.Panzer e la 1.Panzerkompanie dell'8.Panzerregiment (15.Panzer) attaccava lo Squadron B.
Alle 11 una pattuglia del 6 RTR, mandata in avanscoperta per controllare la situazione del campo di battaglia, venne respinta dal tiro delle artiglieria, e alle 11.30 fu tentato un attacco con le forze britanniche superstiti, respinto dal fuoco concentrato delle difese italiane. Alle 14 i Queen's Bays ebbero l'ordine di intervenire per appoggiare la 4th Armoured Brigade in difficoltà, raggiunta la posizione in cui si erano fermati i reggimenti in ritirata, scambiarono le posizioni con quelle del 1 RTR, senza che vi fossero ulteriori scontri con gli italiani.

## Le perdite
I britannici, nel corso della giornata, persero 2 Stuart e 9 Grant del 1 RTR e 2 Stuart e 3 Grant del 6 RTR, con numerosi veicoli danneggiati, comprendenti almeno 10 carri del 1 RTR. In combattimento ebbero 20 morti, 17 feriti e diversi prigionieri del 1 e del 6 RTR, per un totale di 55 militari di ogni grado.
Gli italiani persero 24 carri, quasi tutti recuperati in breve tempo, 1 pezzo 75/27 e 1 autocarro pesante. I caduti furono 9 ed i feriti 23.

## Confronto fra carri britannici ed italiani
I britannici nell'azione utilizzarono carri medi Grant e carri leggeri Stuart, mentre gli italiani utilizzarono carri medi M13/40 e semoventi 75/18. Il confronto fra le caratteristiche dei mezzi intervenuti può essere interessante, tenendo conto del fatto che i Semoventi 75/18, avendo il pezzo in casamatta, avevano un brandeggio del pezzo di soli 38° e che il cannone da 75 mm del Grant, essendo posto a destra del carro, poteva brandeggiare su un arco da -15° a 15° verso la destra del carro.
| Carro                           | M13/40                                                        | Semovente 75/18                                | Grant                                                    | Stuart                                   |
| Tipo                            | Carro medio                                                   | Semovente d'assalto                            | Carro medio                                              | Carro leggero                            |
| Peso a vuoto (t)                | 14                                                            | 13                                             | 27                                                       | 13                                       |
| Dimensioni (m)                  | 4,92 x 2,20 x 2,37                                            | 4,92 x 2,20 x 1,85                             | 5,64 x 2,72 x 3,12                                       | 4,54 x 2,24 x 2,30                       |
| Armamento                       | 1 cannone semiautomatico 47/32 4 mitragliatrici Breda 38 8 mm | 1 cannone 75/18 1 mitragliatrice Breda 38 8 mm | 1 cannone 75 mm 1 cannone 37 mm 3 mitragliatrici 7,62 mm | 1 cannone 37 mm 4 mitragliatrice 7,62 mm |
| Spessore corazza (min/max) (mm) | 42/25                                                         | 42/15                                          | 57/38                                                    | 38/25                                    |
| Potenza (hp)                    | 125                                                           | 125                                            | 340                                                      | 250                                      |
| Rapporto potenza/peso (hp/t)    | 9                                                             | 10                                             | 13                                                       | 19                                       |